# Atletiek op de Olympische Zomerspelen 2000 – 50 kilometer snelwandelen mannen
Het 50 kilometer snelwandelen voor mannen op de Olympische Spelen van 2000 in Sydney vond plaats op vrijdag 29 september in Sydney om 08:00 plaatselijke tijd.

## Records
Voor dit onderdeel waren het wereldrecord en olympisch record als volgt.
| Wereldrecord     | 3:37.26 | Valeri Spitsyn       | RUS | Moskou | 21 mei 2000       |
| Olympisch record | 3:38.29 | Vjatsjeslav Ivanenko | URS | Seoel  | 30 september 1988 |

## Uitslag
De volgende afkortingen worden gebruikt:
- DSQ Gediskwalificeerd
- DNF Niet gefinisht
- OR Olympisch record

| Rang   | Naam                    | Land | Tijd    |
| ------ | ----------------------- | ---- | ------- |
| Goud   | Robert Korzeniowski     | POL  | 3:42.22 |
| Zilver | Aigars Fadejevs         | LAT  | 3:43.40 |
| Brons  | Joel Sánchez            | MEX  | 3:44.36 |
| 4      | Valentí Massana         | ESP  | 3:46.01 |
| 5      | Nikolay Matyukhin       | RUS  | 3:46.37 |
| 6      | Nathan Deakes           | AUS  | 3:47.29 |
| 7      | Miguel Ángel Rodríguez  | MEX  | 3:48.12 |
| 8      | Roman Magdziarczyk      | POL  | 3:48.17 |
| 9      | Modris Liepiņš          | LAT  | 3:48.36 |
| 10     | Yang Yongjian           | CHN  | 3:48.42 |
| 11     | Aleksandar Raković      | SCG  | 3:49.16 |
| 12     | Jesús Ángel García      | ESP  | 3:49.31 |
| 13     | Wang Yinhang            | CHN  | 3:50.19 |
| 14     | Denis Langlois          | FRA  | 3:52.56 |
| 15     | Sergey Korepanov        | KAZ  | 3:53.30 |
| 16     | Miloš Holuša            | CZE  | 3:53.48 |
| 17     | Peter Tichý             | SVK  | 3:54.47 |
| 18     | Craig Barrett           | NZL  | 3:55.53 |
| 19     | Mike Trautmann          | GER  | 3:56.19 |
| 20     | Štefan Malík            | SVK  | 3:56.44 |
| 21     | Denis Trautmann         | GER  | 3:58.14 |
| 22     | Curt Clausen            | USA  | 3:58.39 |
| 23     | Peter Korčok            | SVK  | 3:58.46 |
| 24     | Mikel Odriozola         | ESP  | 3:59.50 |
| 25     | Valery Borisov          | KAZ  | 4:01.11 |
| 26     | Vladimir Potemin        | RUS  | 4:02.38 |
| 27     | Dion Russell            | AUS  | 4:02.50 |
| 28     | Philip Dunn             | USA  | 4:03.05 |
| 29     | Sylvain Caudron         | FRA  | 4:03.22 |
| 30     | Daugvinas Zujus         | LTU  | 4:06.04 |
| 31     | Andrew Hermann          | USA  | 4:07.18 |
| 32     | Oleksiy Shelest         | UKR  | 4:07.39 |
| 33     | Pedro Martins           | POR  | 4:08.13 |
| 34     | Duane Cousins           | AUS  | 4:10.43 |
| 35     | Uģis Brūvelis           | LAT  | 4:11.41 |
| 36     | Fumio Imamura           | JPN  | 4:13.28 |
| 37     | Gyula Dudás             | HUN  | 4:17.55 |
| 38     | Jamie Costin            | IRL  | 4:24.22 |
| 39     | Chris Maddocks          | GBR  | 4:52.12 |
| —      | Ivano Brugnetti         | ITA  | DNF     |
| —      | Robert Ihly             | GER  | DNF     |
| —      | Spyros Kastanis         | GRE  | DNF     |
| —      | Tomasz Lipiec           | POL  | DNF     |
| —      | Giovanni Perricelli     | ITA  | DNF     |
| —      | René Piller             | FRA  | DNF     |
| —      | Valeri Spitsyn          | RUS  | DNF     |
| —      | Theodoros Stamatopoulos | GRE  | DNF     |
| —      | Arturo Di Mezza         | ITA  | DNF     |
| —      | Tim Berrett             | CAN  | DSQ     |
| —      | Feodosiy Ciumacenco     | MDA  | DSQ     |
| —      | Zoltán Czukor           | HUN  | DSQ     |
| —      | Viktor Ginko            | BLR  | DSQ     |
| —      | Arturo Huerta           | CAN  | DSQ     |
| —      | Akihiko Koike           | JPN  | DSQ     |
| —      | Valentin Kononen        | FIN  | DSQ     |
| —      | Germán Sánchez          | MEX  | DSQ     |